# برایان کاکس (فیزیک‌دان)
برایان ادوارد کاکس (به انگلیسی: Brian Edward Cox)(متولد ۳ مارس ۱۹۶۸)، فیزیک‌دان ذرات اهل بریتانیا است. وی عضو انجمن سلطنتی و استاد دانشگاه منچستر است. او روی آزمایش اطلس در برخورددهنده بزرگ هادرونی در سرن واقع در نزدیکی ژنو سوئیس فعالیت می‌کند.

## فیلم‌شناسی
| Year      | Title                                       | Role                     | Notes |
| --------- | ------------------------------------------- | ------------------------ | --- |
| ۲۰۰۵–۲۰۰۹ | افق (مستند علمی)                            | خودش/مجری                | اپیزودها: - معادله زندگی و مرگ انیشتین (۲۰۰۵) - سمفونی ناتمام انیشتین (۲۰۰۵) - آزمایش شش میلیارد دلاری (۲۰۰۷) - چه چیزی در زمین با جاذبه اشتباه است (۲۰۰۸) - آیا می دانید ساعت چند است (۲۰۰۸) - آیا می توانیم روی زمین ستاره بسازیم (۲۰۰۹) |
| ۲۰۰۸      | ماشین بیگ بنگ                               | مجری                     | |
| ۲۰۱۰      | شگفتی های منظومه شمسی                       | مجری                     | |
| ۲۰۱۰      | خانه دنی                                    | خودش                     | از نودل خود استفاده کنید |
| ۲۰۱۰      | آیا به شما دروغ می گویم؟ (مسابقه تلویزیونی) | پانلیست                  | |
| ۲۰۱۱–۲۰۱۲ | کیو آی                                      | پانلیست                  | اپیزودها: - سری آی، قسمت ۷ "نامفهوم - سری جی، قسمت ۱۲ "عدالت" |
| ۲۰۱۱–۲۰۱۳ | ستارگان زنده                                | مجری مشترک               | هر 3 سری |
| ۲۰۱۱      | شگفتی‌های جهان                               | مجری                     | |
| ۲۰۱۱      | یک شب با ستاره ها                           | مجری                     | |
| ۲۰۱۱      | یک نمایش                                    | مهمان                    | |
| ۲۰۱۱      | آسمان در شب                                 | مهمان                    | |
| ۲۰۱۱      | نمایش گراهام نورتون                         | مهمان                    | سری ۸ ، اپیزود ۱۶ |
| ۲۰۱۱      | راهنمای افق: ماه                            | مجری                     | |
| ۲۰۱۲      | برنامه جاناتان راس                          | مهمان                    | |
| ۲۰۱۲      | دکتر هو                                     | خودش                     | قدرت سه |
| ۲۰۱۳      | عجایب زندگی                                 | مجری                     | |
| ۲۰۱۳      | علم بریتانیکا                               | مجری                     | |
| ۲۰۱۳      | کونان (تاک شو)                              | مهمان                    | اپیزود ۴۳۷ |
| ۲۰۱۴      | سی‌بیبیز داستان های وقت خواب                 | خودش                     | اپیزود "راه بازگشت به خانه" |
| ۲۰۱۴      | مونتی پایتون زنده                           | خودش                     | |
| ۲۰۱۴      | جهان انسان                                  | مجری                     | شبکه بی بی سی ۲ |
| ۲۰۱۴      | فضا، زمان و نوار ویدئویی                    | مجری                     | شبکه بی بی سی ۴ |
| ۲۰۱۵      | مطلقاً هر چیزی                               | خودش (کوتاه)             | |
| ۲۰۱۶      | نیروهای طبیعت                               | مجری                     | شبکه بی بی سی ۱ |
| ۲۰۱۶      | کل کیهان                                    | مجری                     | شبکه بی بی سی ۲ |
| ۲۰۱۷      | زندگی یک کیهان                              | مجری                     | ای بی سی |
| ۲۰۱۷      | جان بیشاپ: در گفتگو با ...                  | خودش                     | دبلیو - سری ۳ اپیزود ۱۰ |
| ۲۰۱۷      | پت پستچی                                    | پروفسور رایان فارو (صدا) | اپیزود: "پت پستچی و لباس فضایی" (CBeebies) |
| ۲۰۱۷      | مسابقه قرن بیست و یکم برای فضا              | مجری                     | شبکه بی بی سی ۲ |
| ۲۰۱۹      | سیارات                                      | مجری                     | شبکه بی بی سی ۲ |
| ۲۰۲۱      | ماجراهای برایان کاکس در فضا و زمان          | مجری                     | شبکه بی بی سی ۲ |
| ۲۰۲۱      | کائنات                                      | مجری                     | شبکه بی بی سی ۲ |
| ۲۰۲۲      | مندی                                        | خودش                     | سری ۲، قسمت ۶ "نفرین مندی کارتر" (بی بی سی دو) |
| ۲۰۲۲      | برایان کاکس: هفت روز در مریخ                | مجری                     | شبکه بی بی سی ۲ |